# Theodosius II
Theodosius II, född i april 401, död den 28 juli 450, var bysantinsk kejsare åren 408–450. Han var Theodosius den stores sonson.

## Biografi
Theodosius blev kejsare vid sju års ålder och hans syster Pulcheria blev hans förmyndare  och skötte regeringen, vilket hon fortsatte med även när Theodosius blivit vuxen, eftersom denne visat sig vara svag och osjälvständig.
Han gifte sig med filosofen Leontios dotter Athenais, som efter sitt dop hade namnet Eudoxia, från vilken han skilde sig mot slutet av sin regering.
Theodosius tog ivrig del i de kyrkliga teologiska striderna och lät bland annat sammankalla konciliet i Efesus 431. Han gav 438 ut en samling av kejserliga förordningar från Konstantin den stores tid fram till Theodosius tid, Codex Theodosianus, som till största delen ännu finns bevarad.